# Clyde Langer
 (juillet 2025).
Si vous disposez d'ouvrages ou d'articles de référence ou si vous connaissez des sites web de qualité traitant du thème abordé ici, merci de compléter l'article en donnant les références utiles à sa vérifiabilité et en les liant à la section « Notes et références ».
Clyde Langer est un personnage de la série anglaise The Sarah Jane Adventures, joué par Daniel Anthony, apparu lors de l'épisode suivant le pilote en remplacement du personnage de Kelsey Hooper.

## Caractère
Clyde joue le rôle de la tête brûlée dans la série. Même s'il s'agit d'un garçon plutôt intelligent, il est tout de même vantard et se veut comme le "rigolo de service". Ami avec Luke Smith il se présente comme son « maître » afin de lui apprendre « la vie » et la pop-culture. Ses parents, comme ceux de Maria Jackson, sont divorcés. 

## Histoire
Clyde est un préadolescent de 14 ans. Son père ayant fui le foyer familial afin de partir en Allemagne avec la sœur de sa mère, il est devenu cynique et fier de lui. Se retrouvant face aux Slitheens en même temps que Maria et Luke, il fait la connaissance de Sarah Jane Smith et leur permet de découvrir le point faible des Slitheens. Il donnera même rapidement des tuyaux à Sarah Jane.
Même s'il dit trouver Luke bizarre, ils deviennent rapidement meilleurs amis, on les verra aller au 'Combat 3000' lors de l'épisode Warriors of Kudlak ou bien à faire du skateboarding. 
Dans l'épisode The Mark of the Berserker on voit les difficiles relations qu'il entretient avec un père qui fuit constamment et l'a abandonné.
Lors de l'épisode The Three Doctors de Tales of the TARDIS (2023), Jo Jones et Clyde Langer se retrouvent alors qu'elle se souvient du moment où les Time Lords ont convoqué trois médecins pour combattre un redoutable adversaire du passé de Gallifrey.